# Ако киша не падне
Ако киша не падне је српски филм из 2023. у режији Марка Сопића.
Премијерно је приказан и на стриминг платформи Аполон 21. јула 2023. године.

## Радња
Максим је професор музике у пензији, удовац, фин, помало смушен, али добар и усамљен човек.
Милена је учитељица у пензији, удовица, помало строга, али са смислом за хумор и такође усамљена.
Њих двоје годинама долазе сваке недеље на градско гробље, ако киша не падне.
Не познају се и никада се се нису срели, иако су, такорећи, комшије.
Једног дана се сретну, упознају, поразговарају и открију да немају много тога заједничког.
Можда евентуално висок притисак, самоћу, сећање на старе љубави...
Да ли је у животу некад ипак касно за нова познанства?

## Улоге
| Глумац            | Улога          |
| ----------------- | -------------- |
| Радоје Чупић      | Максим         |
| Гордана Ђурђевић  | Милена         |
| Душан Радовић     | Драган         |
| Соња Кнежевић     | Светлана       |
| Вишња Обрадовић   | Ема            |
| Никола Кончаревић | млађи Максим   |
| Јелена Симић      | млађа Милена   |
| Аљоша Ђидић       | млађи Драган   |
| Миа Симоновић     | млађа Светлана |
| Милица Грујичић   | Савкица        |
| Мирољуб Турајлија | Дача           |
| Филип Клицов      |                |
| Лазар Ђукић       |                |